# Dömmaskäret (vid Bolax, Kimitoön)
Dömmaskäret är en ö i Finland. Den ligger i Skärgårdshavet vid Bolax i kommunen Kimitoön i den ekonomiska regionen  Åboland i landskapet Egentliga Finland, i den sydvästra delen av landet. Ön ligger omkring 62 kilometer söder om Åbo och omkring 120 kilometer väster om Helsingfors.
Öns area är 2,5 hektar och dess största längd är 270 meter i nord-sydlig riktning.